# Katsuko Saruhashi
Katsuko Saruhashi (japanisch 猿橋勝子 Saruhashi Katsuko; * 22. März 1920 in Tokio, Japan; † 29. September 2007 ebenda) war eine japanische Geochemikerin. Sie promovierte 1957 als erste Frau in Naturwissenschaften an der Universität Tokio, führte die ersten Messungen des Kohlendioxidgehalts im Meerwasser durch und zeigte die Gefahren radioaktiver Niederschläge sowie deren Ausbreitung auf.

## Leben und Werk
Saruhashi war die Tochter von Saruhashi Kuniharu und Saruhashi Kuno. Sie gab ihre feste Anstellung bei einer Versicherungsgesellschaft auf, um sich 1939 an der Women’s University of Science, der heutigen Tōhō-Universität, in Physik einzuschreiben, wo sie 1943 ihren Abschluss in Chemie erwarb. Danach arbeitete sie 35 Jahre lang bei der Japan Meteorological Agency, mit einer Unterbrechung im Jahr 1957, als sie an der Universität Tokio mit der Dissertation The Behaviour of Carbonic Matter in Natural Water promovierte. Sie wurde 1979 Direktorin des Japanese Geochemical Laboratory.
Sie arbeitete anfangs in dem geochemischen Labor mit Yasuo Miyake und begann 1950 mit der Untersuchung des Kohlendioxidgehalts im Meerwasser.

## Forschung
Zwei ihrer Untersuchungen auf dem Gebiet der Geochemie verschafften Saruhashi weltweite Anerkennung als Wissenschaftlerin.

### Methode zur Messung des Kohlendioxidgehalts im Meerwasser
Sie entwickelte 1955 eine Methode zur genauen Messung der Kohlendioxidkonzentration in Meerwasser als Funktion von Temperatur, pH-Wert und Chlorgehalt. Aus diesen Messungen entstand die sogenannte Saruhashi-Tabelle, ein Instrument, das jahrzehntelang von Ozeanographen auf der ganzen Welt verwendet wurde, um den CO2-Gehalt in den Ozeanen zu bestimmen. Ihre Studie zeigte erstmals auf globaler Ebene, wie sich das Phänomen des sauren Regens weltweit ausbreiten kann. Mit ihrer Veröffentlichung gelang es, ein weltweites Bewusstsein für die Gefahr des sauren Regens als Luftschadstoff zu schaffen.

### Studien zur Ausbreitung von Radioaktivität und Fallout
Das zweite Forschungsprojekt, das ebenfalls in den 1950er Jahren nach den Atomtests im Pazifik begann, war ihre Arbeit zur Messung künstlicher Radioisotope im Meerwasser. Die Forschungsreihe, die Saruhashi mit Miyake Yasuo durchführte, demonstrierte die Nützlichkeit von Radionukliden zur Verfolgung von Meeresströmungen. Dies eröffnete eine neue Methode in der Ozeanographie. Daraufhin wurde Saruhashi 1962 an die Scripps Institution of Oceanography (SIO) an der University of California, San Diego eingeladen, um die beiden konkurrierenden Analysetechniken zu vergleichen, die von Japan und den Vereinigten Staaten zur Bestimmung des radioaktiven Niederschlags im Meerwasser verwendet wurden.
Ein Beispiel für Diskriminierung ist Saruhashis Erfahrung in San Diego. Als Saruhashi ankam, bestand Theodore Folsom, der leitende Forscher der Studie zu radioaktivem Fallout am SIO, darauf, dass Saruhashi in einer Holzhütte arbeitet. Eine detaillierte Prüfung des von Folsom und Saruhashi gemeinsam veröffentlichten Artikels zeigt, dass der Vergleich der Techniken für Saruhashi nachteilig angelegt war. Die zur Analyse an Saruhashi übergebene Probe hatte eine Cs-134-Konzentration, die 20 % niedriger war als die, die Folsom gegeben wurde. Generell gilt, je niedriger die Konzentration, desto schwieriger wird die Analyse.
Saruhashi und ihre Kollegen entdeckten, dass sich der Niederschlag nicht gleichmäßig im Ozean verteilte. Die Konzentrationen von radioaktivem Cäsium in der Nähe von Japan waren beispielsweise viel höher als die Konzentrationen entlang der Westküste der USA.
1958 wurde sie zur vierten Weltkonferenz der Internationalen Demokratischen Frauenföderation nach Wien geschickt. Als Vertreterin Japans auf dem Gebiet der Wissenschaft forderte sie die Abschaffung von Atomwaffen vom Standpunkt eines Wissenschaftlers aus. Sie konnte zeigen, wie radioaktiver Niederschlag aus chinesischen und sowjetischen Atomtests durch Wind und Meeresströmungen in das Japanische Meer getragen wurde. Auf dem International Symposium on Marine Sciences 1961 berichtete sie über die Ergebnisse einer Studie, in der in Abständen von 1000 Metern die Radioaktivitätswerte im Meerwasser an der Oberfläche und zunehmend tiefer gemessen worden waren. Die Untersuchung hatte Radioaktivität bis zu einer Tiefe von 8000 Metern unter der Oberfläche entdeckt, was die Wissenschaftler dazu zwang, ihre Vorstellungen darüber zu überdenken, wie schnell sich Wasser von der Oberfläche und Wasser aus den Tiefen des Ozeans vermischen. Bis dahin war die vorherrschende Meinung, dass es mehr als 1000 Jahre dauere, bis sich alles Wasser in den Ozeanen vermische.
Ein Forschungsausschuss, zu dem sie gehörte, enthüllte, dass radioaktive Stoffe im Wasser, die von den Reaktoren von Atom-U-Booten ausgestoßen wurden, in großen Mengen auf dem Meeresboden von solchen U-Booten angelaufener japanischer Häfen entdeckt wurden. Sie war in Organisationen wie der Peace Society for the Lucky Dragon V und der Geochemistry Research Association aktiv und versuchte, die Öffentlichkeit auf die Gefahren einer radioaktiven Verseuchung durch Atomtests und durch den Abfall von Kernkraftwerken und U-Booten aufmerksam zu machen. Die Entdeckung, wie sich Radioaktivität ausbreitet und die Meere verschmutzt, führte 1963 zu Beschränkungen von Atomtests in den Ozeanen.

## Einfluss auf Frauen in der Wissenschaft
Katsuko Saruhashi war 1958 die Gründerin der Japanese Women’s Scientific Society. Als sie sich 1980 vom Meteorological Research Institute (MRI) zurückzog, gründete sie die Association for the Bright Future of Women Scientists und den Saruhashi Prize, eine akademische Auszeichnung zur Würdigung der wissenschaftlichen Beiträge von Frauen in Japan.
Auf Kongressen und öffentlichen Veranstaltungen forderte sie stets die Gleichberechtigung in einem Land, das zu den weit entwickelten der Welt gehört, aber eine der niedrigsten Raten an Wissenschaftlerinnen aufweist.
Saruhashi wurde 1980 als erste Frau in den Wissenschaftsrat Japans gewählt und 1985 als erste Frau mit dem Miyake-Preis für Geochemie ausgezeichnet.
Saruhashi starb im Alter von 87 Jahren in Tokio an einer Lungenentzündung.

## Auszeichnungen und Ehrungen
- 1980: Wahl in den Science Council of Japan als erste Frau
- 1981: Avon-Sonderpreis für Frauen für die Erforschung der friedlichen Nutzung der Kernenergie
- 1985: erste Frau, die den Miyake-Preis für Geochemie erhielt
- 1993: Tanaka-Preis der Society of Sea Water Sciences
- Ehrenmitglied der Geochemical Society of Japan
- Ehrenmitglied der Oceanographical Society of Japan
- 22. März 2018: Ehrung zu ihrem 98. Geburtstag mit einem Google Doodle[5]
- Dezember 2021: Ausstrahlung einer Sendung in Japan über Saruhashis Leben als Wissenschaftlerin mit Kiko Mizuhara in der Hauptrolle[6][7]

## Veröffentlichungen (Auswahl)
- The Chlorinity Determination of Sea Water by a Micro-analytical Method. Papers in Meteorology and Geophysics. 4 (2), S. 90–92, 1953.
- A study on the metabolism in natural waters. II. On the equilibrium concentration ratio of carbonic acid substances dissolved in natural waters. J. Chem. Soc. Jpn. 76, S. 1294–1308, 1955.
- Distribution of Man-Made Radioactivity in the North Pacific Through Summer 1955. J. Marine Res. (Sears Found. Marine Res.), 1958.
- mit Yasuo Miyake: The Peak in radioactive Fallout in the Temperate Zone of the Northern Hemisphere. Journal of Radiation Research. 3 (3), S. 148–152, 1962.